# تشيت كوفنغتون
تشيت كوفنغتون (بالإنجليزية: Chet Covington)‏ هو لاعب كرة قاعدة أمريكي، ولد في 6 نوفمبر 1910 في القاهرة في الولايات المتحدة، وتوفي في 11 يونيو 1976 في بيمبروك بارك في الولايات المتحدة.

## وصلات خارجية
- تشيت كوفنغتون على موقع دوري كرة القاعدة الرئيسي (الإنجليزية)
- تشيت كوفنغتون على موقعبيزبول رفرنس.كوم (الدوري الرئيسي) (الإنجليزية)
- تشيت كوفنغتون على موقعبيزبول رفرنس.كوم (الدوري الثانوي) (الإنجليزية)